# Brönte Kull
Brönte Olsson Kull, född 31 oktober 1832 i Skillingmarks församling, Värmlands län, död 11 augusti 1914 i Skillingmarks församling, Värmlands län, var en svensk folkmusiker.

## Biografi
Brönte Kull föddes 1832. Han var son till spelmannen Ola Bröntesson (1798–1888). Kull blev spelman och lärde sig många av låtar av sin farbror, hemmansägaren och spelmannen Nils Bröntesson (född 1796) i Skillingmark. Han deltog i spelmanstävlingen i Arvika 1908 och vann där första pris. Kull avled 1914.

## Upptecknade låtar
1908 upptecknade Nils Andersson följande låtar efter Kull:
- Polska i C-dur, efter Brönte Axelsson.[3]
- Polska "Spenken" i A-dur.[3]
- Polska i A-dur, efter A. Haller.[3]
- Vals i C-dur.[3]
- Brudmarsch i D-dur, efter Nils Bröntesson.[3]